# П'єр Нор Алексіс
П'єр Нор Алексіс (фр. Pierre Nord Alexis; 2 серпня 1820 — 1 травня 1910) — президент Гаїті з 1902 до 1908 року.

## Ранні роки
Був сином Нор Алексіса, високопосадовця часів режиму Анрі Крістофа, та Блезін Жоржес, незаконнонародженої дочки Крістофа. Алексіс вступив до лав збройних сил у 1830-их, за часів врядування президента Жана-Луї П'єро.

## Кар'єра
Надалі його кар'єра складалась дуже бурхливо: 1874 року його було вислано з країни, проте було дозволено повернутись на батьківщину за кілька років, коли до влади прийшов П'єр Теома Буарон-Каналь. За часів президентства Луї Саломона він став активним лідером опозиції, кілька разів йому загрожувало ув'язнення, допоки Саломона не було усунуто від влади в результаті повстання. Новий президент, Луї Іполит, надав йому важливу військову посаду на півночі, проте після виходу у відставку президента Огюста Симон-Сана приєднався до Антенора Фірміна у спробі останнього шляхом заворушень у Порт-о-Пренсі захопити контроль над урядом.
Новим президентом став його старий союзник Буарон-Каналь. Останній прибрав напруженість, призначивши Алексіса на пост військового міністра. Це призвело до ворожнечі між колишніми однодумцями: Фірміном та Алексісом. Останній скористався ситуацією та провів перемовини зі США й виступив на підтримку американських інтересів у Карибському морі. В результаті цього Сполучені Штати заблокували з моря два центри, де ще залишались війська, лояльні Фірміну. Це відкрило шлях для отримання влади Алексісом.

### Президентство
У віці 82 років П'єр Нор Алексіс очолив країну, склавши присягу 21 грудня 1902 року. Він зумів протриматись при владі упродовж наступних шести років, хоч його режим і хитався через повстання та заворушення, а його уряд часто звинувачувався в корупції. У січні 1908 Алексіс проголосив себе довічним президентом. Це призвело до возз'єднання послідовників Ферміна, які організували новий заколот проти президента. Хоч повстання й було придушено, воно поглибило економічні проблеми країни. Голод на півдні країни того ж року призвів до нового кривавого повстання під проводом генерала Франсуа Антуана Симона.

## Вигнання
Після усунення від влади 2 грудня 1908 року Алексіс виїхав у вигнання до Ямайки, а згодом переїхав до Нового Орлеану разом зі своєю родиною, де й помер 1 травня 1910.